# Cepagatti
Cepagatti ist eine italienische Gemeinde mit 10.980 Einwohnern. Die Gemeinde umfasst 30,34 km² und liegt in der Provinz Pescara in der Nähe von Pianella und Chieti.
Die Nachbargemeinden sind: Chieti, Pianella, Rosciano, San Giovanni Teatino und Spoltore.

## Geografie
Das Gebiet ist von vielen Hügeln geprägt. Das Dorf liegt etwa 20 Kilometer von Pescara und sieben Kilometer von Chieti entfernt. Das Dorf liegt bei ungefähr 145 Meter über dem Meeresspiegel, aber die Höhe variiert zwischen 100 und 175 Metern. Cepagatti grenzt im Nordwesten an die Gemeinde Pianella, im Süden an Rosciano, im Osten an Chieti und Nordosten an die Gemeinde von Spoltore.

## Geschichte
Der Name Cepagatti hat einen unklaren Ursprung. Es gibt mehrere Möglichkeiten in dieser Hinsicht. Einige argumentieren, dass aus dem Lateinischen „pagus Captus“ der Name des Dorfes abstammt, andere denken aus „pagus Teatis“, das ebenfalls aus dem lateinischen entlehnt ist. Die ersten dokumentierten historischen Anfänge des Dorfes stammen vom Jahr 1436, als Isabella di Lorena, die Ehefrau von Renato d’Angiò, das Lehen der Familie Cepagatti einer Adelsfamilie aus Chieti abgab.

## Sehenswürdigkeiten
In der Mitte der Stadt erhebt sich ein Turm, welcher der letzte Rest eines Schlosses von den Langobarden ist. Im Rathaus befindet sich eine Pinakothek, wo es Werke von zeitgenössischen Künstlern anzuschauen gibt.

## Wirtschaft
Die Wirtschaft von Cepagatti basiert hauptsächlich auf der Landwirtschaft. Es gibt viele Olivenhaine, die zusammen mit den benachbarten Gemeinden ein Öl von ausgezeichneter Qualität bieten. Weiten von Weizen und Weinberge prägen das restliche Gebiet. Aufgrund des Bevölkerungswachstums expandiert Cepagatti nun auch in der Industrie.

### Weinbau
In der Gemeinde werden Reben der Sorte Montepulciano für den DOC - Wein Montepulciano d’Abruzzo angebaut.